# Gemini Residence
Gemini Residence ist ein Wohngebäude am Ufer von Islands Brygge in Kopenhagen, Dänemark. Das nach dem Entwurf des niederländischen Architekturbüros MVRDV errichtete Gebäude entstand durch den Umbau zweier ehemaliger Saatgutsilos. In Anlehnung an die frühere Funktion wird das Bauwerk auch als Frøsilo genannt. Es liegt am Ende der Brücke Bryggebroen über den Hafen, die Amager auf der Seite von Islands Brygge mit Vesterbro auf der Seeland-Seite verbindet, und nahe am südlichen Ende des Hafenparks Havneparken.
In Anlehnung an die früheren Zwillingssilos, die dem jetzigen Gebäude seine Form gaben, leitet sich der Name Gemini Residence von der lateinischen Bezeichnung des Sternzeichens der Zwillinge ab.

## Geschichte
Die Dansk Soyakagefabrik war eine 1909 gegründete Sojabohnenverarbeitungsanlage. Sie produzierte Sojaöl und Tierfutter und entwickelte sich zum größten Arbeitgeber auf Islands Brygge. In den 1950er Jahren beschäftigte sie 1200 Arbeiter im Wesentlichen aus diesem Gebiet. Die beiden nun zur Gemini Residence umgebauten Silos wurden 1963 gebaut. Nach der Schließung des Werks 1990 wurde das Areal zu einem neuen Stadtteil mit Wohn- und Bürogebäuden umgestaltet. Der Umbau der beiden Saatgutsilos erfolgte von 2002 bis 2005.

## Gebäude
Die umgebauten Doppelsilos waren 42 Meter hohe Zylinder aus Beton mit einem Durchmesser von 25 Metern. Die hohlen Kerne der Silos werden nunmehr für die Infrastruktur des Wohngebäudes, wie Treppen, Aufzüge und Flure, genutzt. Die beiden Silos sind auf jeder Etage miteinander verbunden, wodurch das Gebäude einen Grundriss erhält, der dem Unendlichkeitssymbol ∞ ähnelt. Die beiden Rotunden sind mit einem Texlon-Dach versehen, das für natürliches Licht sorgt. Dadurch entsteht ein Lobbybereich, der so hoch ist wie das Gebäude selbst, in dem sich Bewohner und Besucher auf und ab bewegen können.
84 Wohnungen wurden außen an die Wände der Silos angebaut. Sie haben raumhohe Fenster und Balkone über die gesamte Länge. Ein Sockelbereich blieb frei, so dass hier der Beton der früheren Silos sichtbar ist, was den Ursprung und die Geschichte des Bauwerks verdeutlicht. Dadurch entsteht eine Auskragung des Gebäudes über der Uferpromenade, während der unten noch vorhandene schmale Spalt zwischen den Silos für einen Durchgang zwischen Hafen- und Straßenseite genutzt wird.

## Galerie

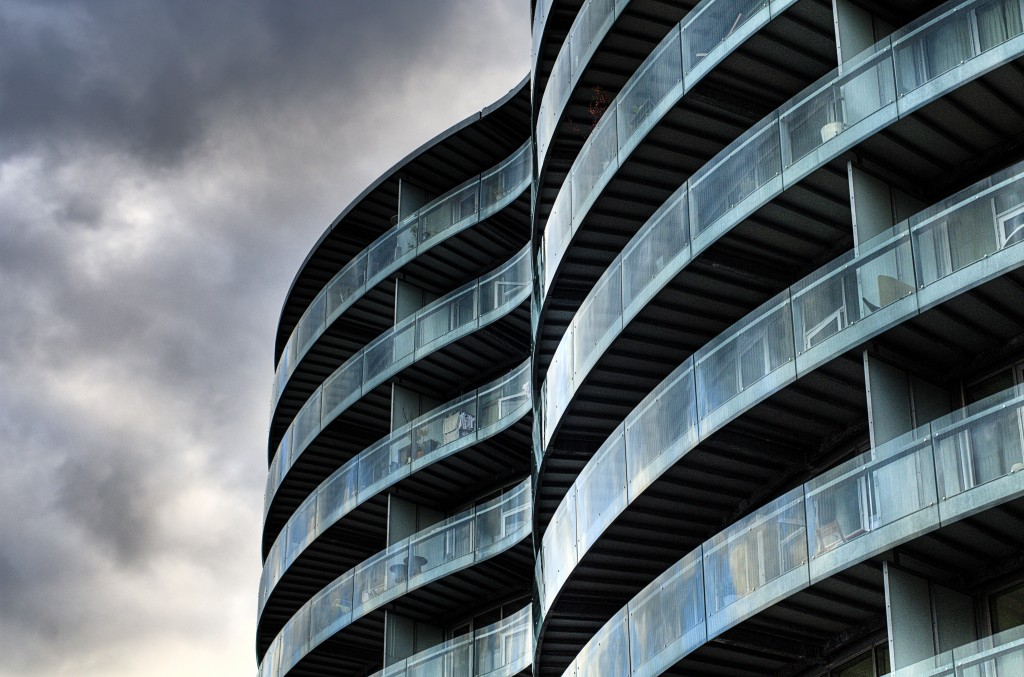
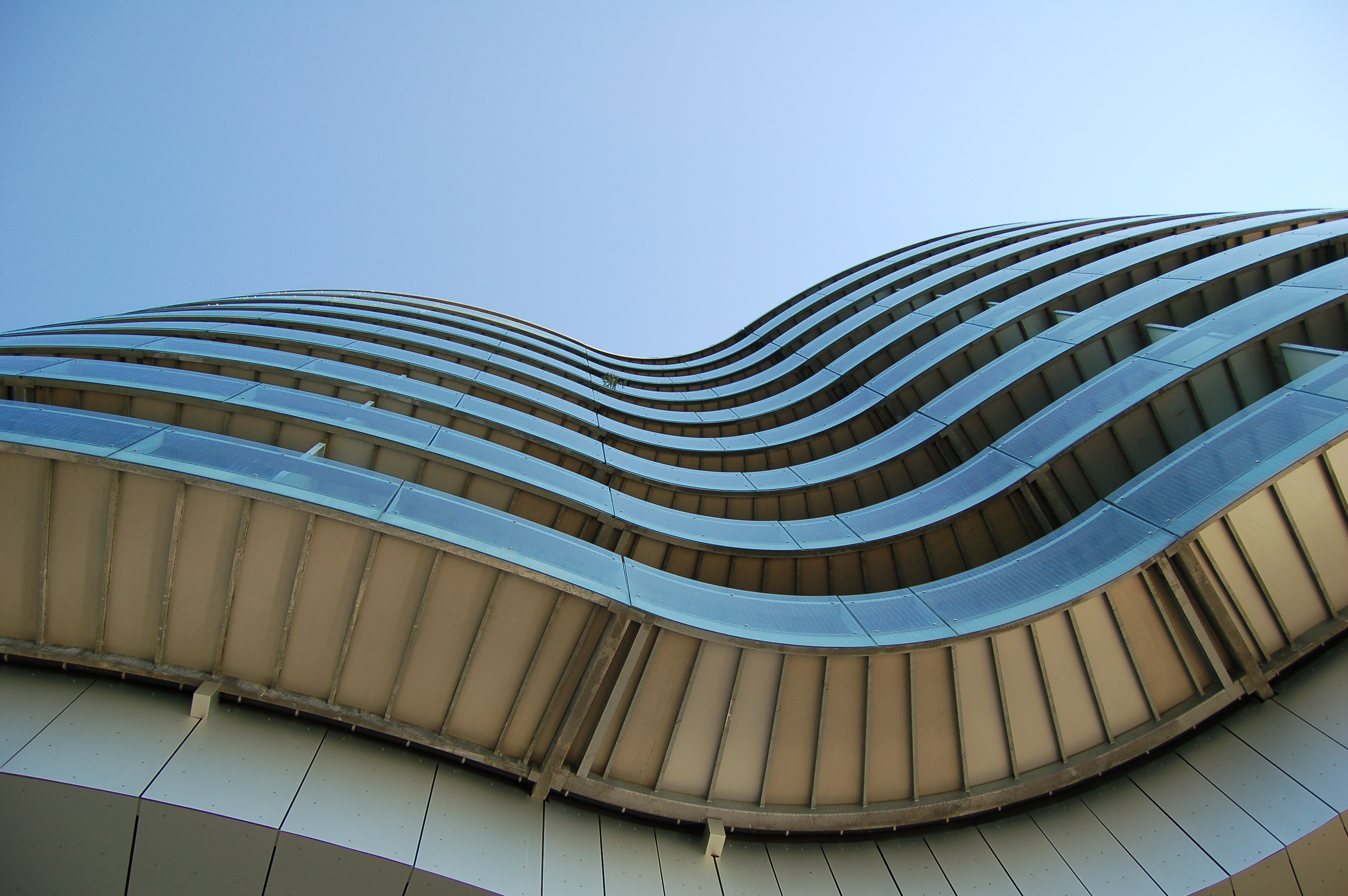
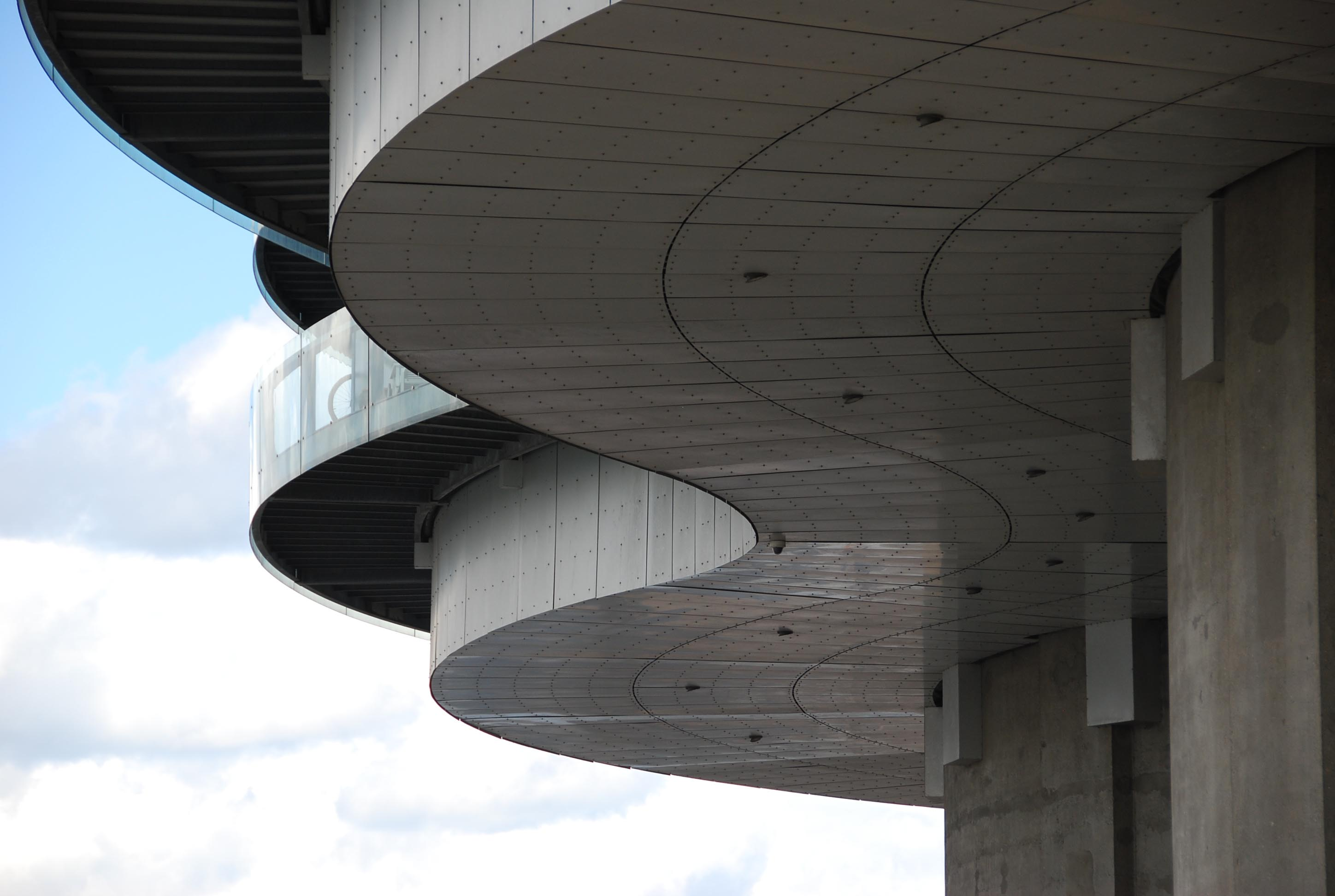

## Sonstiges
Darkland, ein dänischer Actionfilm, wurde zum Teil in der Gemini Residence gedreht.